# Söngvakeppnin
Le Söngvakeppnin, nommé jusqu'en 2012 le Söngvakeppnin Sjónvarpsins, est une compétition musicale annuelle organisée par le diffuseur islandais RÚV. Elle détermine le représentant du pays au Concours Eurovision de la chanson.

## Format
Le concours fut organisé pour la première fois en 1986, lorsque l'Islande fit ses débuts au Concours. Depuis, la RÚV a utilisé le Söngvakeppnin pour sélectionner son représentant, mais a aussi choisi certaines années un artiste en sélection interne, comme en 1995, 1999, 2004 et 2005.
Le Söngvakeppnin est composé d'une compétition multi-artiste, avec entre 5 et 10 chansons en compétition. Dans le passé la plupart des concours ont été l'événement d'un soir, cependant, depuis 2006, le concours est composé d'un certain nombre de demi-finales diffusées avant la grande finale.
La RÚV était connue pour changer les interprètes destiné à l'Eurovision. Cela s'est observé en 1986, où la gagnante Pálmi Gunnarsson fut accompagnée par Eiríkur Hauksson et Helga Möller pour former le groupe ICY. En 1994, la RÚV fut mécontente de la chanson vainqueur, et a fait appel à Frank McNamara pour réarranger cette dernière et sélectionner un nouveau chanteur.
Les chansons du Söngvakeppnin furent seulement autorisée à être chantée en islandais. Cependant, les chansons gagnantes ont été traduites en anglais pour l'Eurovision. Cette règle a été abolie en 2008, lorsque les chansons en anglais furent autorisées pour la première fois.

## Vainqueurs
| Année | Chanson             | Artiste                                              | Parolier(s)                                                                                         | Position à l'Eurovision                                     | Points à l'Eurovision                                  |
| ----- | ------------------- | ---------------------------------------------------- | --------------------------------------------------------------------------------------------------- | ----------------------------------------------------------- | ------------------------------------------------------ |
| 1986  | Gleðibankinn        | Pálmi Gunnarsson                                     | Magnús Eiríksson                                                                                    | 16e (sous le nom ICY)                                       | 19                                                     |
| 1987  | Hægt og hljótt      | Halla Margrét Árnadóttir                             | Valgeir Guðjónsson                                                                                  | 16e                                                         | 28                                                     |
| 1988  | Þú og þeir          | Sverrir Stormsker et Stefán Hilmarsson               | Sverrir Stormsker                                                                                   | 16e (sous le nom Beathoven)                                 | 20                                                     |
| 1989  | Það sem enginn sér  | Daníel Ágúst Haraldsson                              | Valgeir Guðjónsson                                                                                  | 22e                                                         | 0                                                      |
| 1990  | Eitt lag enn        | Sigriður Beinteinsdóttir et Grétar Örvarsson         | Hörður G. Ólafsson, Aðalsteinn Ásberg Sigurðsson                                                    | 4e (sous le nom Stjórnin)                                   | 124                                                    |
| 1991  | Draumur um Nínu     | Stefán Hilmarsson et Eyjólfur Kristjánsson           | Eyjólfur Kristjánsson                                                                               | 5e (sous le nom Stefán et Eyfi)                             | 26                                                     |
| 1992  | Nei eða já          | Sigríður Beinteinsdóttir et Sigrún Eva Ármannsdottir | Friðrik Karlsson, Grétar Örvarsson, Stefán Hilmarsson                                               | 7e (sous le nom Heart 2 Heart)                              | 80                                                     |
| 1993  | Þá veistu svarið    | Ingibjörg Stefánsdóttir                              | Jon Kjell Seljeseth, Friðrik Sturluson                                                              | 13e (sous le nom d'Inga)                                    | 42                                                     |
| 1994  | Nætur               | Sigrún Eva Ármannsdóttir                             | Friðrik Karlsson, Stefán Hilmarsson                                                                 | 12e (chanté par Sigríður Beinteinsdóttir sous le nom Sigga) | 49                                                     |
| 2000  | Hvert sem er        | Einar Ágúst Víðisson et Telma Ágústsdóttir           | Örlygur Smári, Sigurður Örn Jónsson                                                                 | 10e (August & Telma avec Tell Me !)                         | 45                                                     |
| 2001  | Birta               | Kristján Gíslason et Gunnar Ólason                   | Einar Bárðarson, Magnús Þór Sigmundsson                                                             | 23e (Two Tricky avec Angel)                                 | 3                                                      |
| 2003  | Segðu mér allt      | Birgitta Haukdal                                     | Hallgrímur Óskarsson, Birgitta Haukdal Brynjarsdóttir                                               | 8e (sous le nom Open Your Heart)                            | 81                                                     |
| 2006  | Til hamingju Ísland | Silvía Nótt                                          | Þorvaldur Bjarni Þorvaldsson, Silvía Nótt                                                           | Demi-finale : 13e (sous le nom Congratulations)             | 62 (demi-finale)                                       |
| 2007  | Ég les í lófa þínum | Eiríkur Hauksson                                     | Sveinn Rúnar Sigurðsson, Kristján Hreinsson                                                         | Demi-finale : 13e                                           | 77 (demi-finale)                                       |
| 2008  | This Is My Life     | Eurobandið                                           | Örlygur Smári, Paul Oscar, Peter Fenner                                                             | 14e                                                         | 64                                                     |
| 2009  | Is It True?         | Jóhanna Guðrún Jónsdóttir                            | Óskar Páll Sveinsson, Tinatin Japaridze, Chris Neil                                                 | 2e (sous le nom Yohanna)                                    | 218                                                    |
| 2010  | Je ne sais quoi     | Hera Björk                                           | Örlygur Smári, Hera Björk                                                                           | 19e                                                         | 41                                                     |
| 2011  | Aftur heim          | Sigurjón's Friends                                   | Sigurjón Brink, Þórunn Erna Clausen                                                                 | 20e (sous le nom Coming Home)                               | 61                                                     |
| 2012  | Mundu eftir mér     | Greta Salóme Stefánsdóttir et Jónsi                  | Greta Salóme Stefánsdóttir                                                                          | 20e (sous le nom Never Forget)                              | 46                                                     |
| 2013  | Ég á líf            | Eyþór Ingi Gunnlaugsson                              | Örlygur Smári, Pétur Örn Gudmundsson                                                                | 17e                                                         | 47                                                     |
| 2014  | Enga fordóma        | Pollapönk                                            | Heiðar Örn Kristjánsson, Haraldur Freyr Gíslason, John Grant                                        | 15e (sous le nom No Prejudice)                              | 58                                                     |
| 2015  | Unbroken            | Maria Ólafsdóttir                                    | Ásgeir Orri Ásgeirsson, Pálmi Ragnar Ásgeirsson, Sæþór Kristjánsson                                 | Demi-finale : 15e                                           | 14 (demi-finale)                                       |
| 2016  | Hear Them Calling   | Greta Salóme Stefánsdóttir                           | Greta Salóme Stefánsdóttir                                                                          | Demi-finale : 14e                                           | 51 (demi-finale)                                       |
| 2017  | Paper               | Svala Björgvinsdóttir                                | Svala Björgvinsdóttir, Einar Egilsson, Lester Mendez, Lily Elise                                    | Demi-finale: 15e                                            | 60 (demi-finale)                                       |
| 2018  | Our Choice          | Ari Ólafsson                                         | Þórunn Erna Clausen                                                                                 | Demi finale : 19e                                           | 15 (demi-finale)                                       |
| 2019  | Hatrið mun sigra    | Hatari                                               | Hatari                                                                                              | 10e                                                         | 234                                                    |
| 2020  | Think About Things  | Daði og Gagnamagnið                                  | Daði Freyr Pétursson                                                                                | Concours annulé à la suite de la pandémie de COVID-19.      | Concours annulé à la suite de la pandémie de COVID-19. |
| 2022  | Með hækkandi sól    | Systur                                               | Lovísa Elísabet Sigrúnardóttir                                                                      | 23e                                                         | 20                                                     |
| 2023  | Power               | Diljá                                                | Diljá Pétursdóttir, Pálmi Ragnar Ásgeirsson                                                         | Demi finale : 11e                                           | 44 (demi-finale)                                       |
| 2024  | Scared of Heights   | Hera Björk                                           | Ferras Alqaisi, Ásdís María Viðarsdóttir, Jaro Omar, Michael Burek                                  | Demi finale : 15e                                           | 3 (demi-finale)                                        |
| 2025  | Róa                 | Væb                                                  | Gunnar Björn Gunnarsson, Hálfdán Helgi Matthíasson, Ingi Þór Garðarsson, Matthías Davíð Matthíasson | Résultats en mai 2025.                                      | Résultats en mai 2025.                                 |

## Logo

Logo du Söngvakeppnin
Logo de 2016 à 2019.
Logo en 2020.
Logo depuis 2022.